# AD Iguatu
AD Iguatu is een Braziliaanse voetbalclub uit Iguatu, in de staat Ceará. 

## Geschiedenis
De club werd opgericht in 2010 en nam datzelfde jaar deel aan de Série C, de derde klasse van de staatscompetitie. In 2012 kon de club promotie afdwingen. Na een degradatie in 2014 kon de club meteen weer promoveren en in 2017 werden ze zelfs kampioen waardoor ze naar de hoogste klasse promoveerden. Na een vijfde plaats in het eerste seizoen degradeerde de club in 2019. Na twee jaar afwezigheid keerde de club terug naar de hoogste klasse en werd nu vierde waardoor ze zich plaatsten voor de Série D 2023, echter werd dat geen succes. In 2023 werd de club derde en plaatste zich opnieuw voor de Série D. Deze keer kon de club doorstoten tot de kwartfinales, waar ze na penalties verloren van Anápolis en zo op een haar na de promotie misten. 